# Kiedares
Kiedares (gr. Κέδαρες) – wieś w Republice Cypryjskiej, w dystrykcie Pafos. W 2011 roku liczyła 80 mieszkańców.